# 欧洲金融监管体系
在欧洲金融监管体系是对欧盟在应对金融危机创建的金融监管框架的体制架构。监管体系首先在2009年由欧盟委员会提议，它取代了现有三个委员会,设立三个新的机构管理局:欧洲银行管理局系统（EBA），欧洲保险和职业养老金管理局（EIOPA）和欧洲证券及市场管理局（ESMA）。为配合这个体系，框架内也有一个欧洲央行下的欧洲系统风险理事会（ESRB）。 

## 背景
一项协议:在伦敦设立EBA，法兰克福设立EIOPA和在巴黎设立ESMA,2010年9月获得了欧洲议会后的支持与欧盟委员会和会员国2009年12月达成初步协议。这三个机构是由于2011年1月开始运作。